# Valtijoki
Valtijoki (nordsamiska: Válddejohka) är ett vattendrag i Enontekis i Lappland i Finland.